# Jasna Murgel
Jasna Murgel, slovenska sodnica, pravnica in političarka, * 22. junij 1970, Jajce, BiH. 

## Življenjepis
Po uspešno zaključeni maturi na Gimnaziji Mahmut Bušatlija Bugojno je šolanje nadaljevala na Pravni fakulteti Univerze v Mariboru, kjer je leta 1993 tudi diplomirala. Magistrsko delo je opravila na Fakulteti za družbene vede Univerze v Ljubljani na področju mednarodnih odnosov leta 1997 in leto kasneje tudi opravila pravniški državni izpit. Doktorsko delo iz pravnih znanosti, z naslovom "Človek kot subjekt mednarodnega prava", je uspešno zagovarjala leta 2002 na Pravni fakulteti v Mariboru.
Med leti 1994 in 1997 je delovala kot mlada raziskovalka za magistrski študij na Evropskem centru za regionalne, etične in sociološke študije Univerze v Mariboru (ECERS) in kasneje delovala kot sodniška pripravnica na Višjem sodišču v Mariboru ter do leta 2000 kot strokovna sodelavka na Okrajnem sodišču v Mariboru. Za tem je dve leti delovala kot mlada raziskovalka za doktorski študij na Evropskem centru za regionalne, etične in sociološke študije Univerze v Mariboru in dve leti kot asistentka za mednarodno javno pravo na Pravni fakulteti Univerze v Mariboru. Med leti 2004 in 2010 je delovala kot sodnica na Okrajnem sodišču v Mariboru. V tem času je bila tudi vodja izvršilnega oddelka na Okrajnem sodišču v Mariboru, kjer je med leti 2010 in 2014 delovala kot sodnica. Od leta 2005 do 2014 je bila docentka za mednarodno javno pravo na Pravni fakulteti Univerze v Mariboru, od leta 2014 naprej pa docentka na enakem področju na DOBA Fakulteti za uporabne poslovne in družbene študije Maribor. 1. avgusta 2014 je nastopila funkcijo poslanke Državnega zbora Republike Slovenije.
S prenehanjem mandata poslanke v Državnem zboru RS v letu 2018, je Jasni Murgel prenehalo tudi mirovanje sodniške funkcije na Okrožnem sodišču v Mariboru. Trenutno je predsednica Okrožnega sodišča v Mariboru.

### Državni zbor
2014 - 2018
V času 7. državnega zbora Republike Slovenije, kot članica Stranke modernega centra, je delovala v naslednjih delovnih telesih:
- Komisija za nadzor obveščevalnih in varnostnih služb (članica)
- Komisija za poslovnik (članica)
- Odbor za delo, družino, socialne zadeve in invalide (podpredsednica)
- Odbor za pravosodje (članica)
- Preiskovalna komisija o ugotavljanju domnevnega pranja denarja in financiranja terorizma, jedrske proliferacije ter financiranja aktivnosti tujih obveščevalno-varnostnih služb v NLB d.d. ter domnevnega pranja denarja v Novi KBM d.d. (namestnica člana)
- Ustavna komisija (članica)